# Ruine Lieli
Die Ruine Lieli ist die Ruine einer Höhenburg mit Aussichtsplattform in der Gemeinde Lieli im Kanton Luzern. Sie wird nach ihrer charakteristischen Form mit neun Ecken auch «Nünegg» genannt. Auf der Liste der Kulturgüter ist sie als national bedeutend aufgeführt.

## Entstehung
Die Burg wurde 1283 von den Herren von Lieli erbaut. Nach deren Aussterben wechselte die Burg mehrmals den Besitzer, bis sie 1386 in den Wirren des Sempacherkriegs in Flammen aufging. Um 1700 gelangte die Ruine in den Besitz des Kantons Luzern.

## Restaurierung
Eine erste Restaurierung erlebte die Burg von 1929 bis 1931, 1974 und 1984 erfolgten weitere.
Nach der Jahrtausendwende verschlechterte sich der Zustand der Ruine rapide, die Burg drohte endgültig zu zerfallen. 2011 wurde der einsturzgefährdete Burgturm mit einem Stahlkorsett gesichert. Von 2014 bis 2016 wurde die dringend notwendige Gesamtkonservierung durchgeführt, unter anderem wurde das Mauerwerk von schädlichem Bewuchs befreit. 2016 wurde im Burgturm eine Wendeltreppe installiert.

## Situation
50 Treppenstufen führen zur Aussichtsplattform in 10 Meter Höhe.
Von der Plattform aus bietet sich eine Aussicht auf das Dorf Lieli und den Baldeggersee.

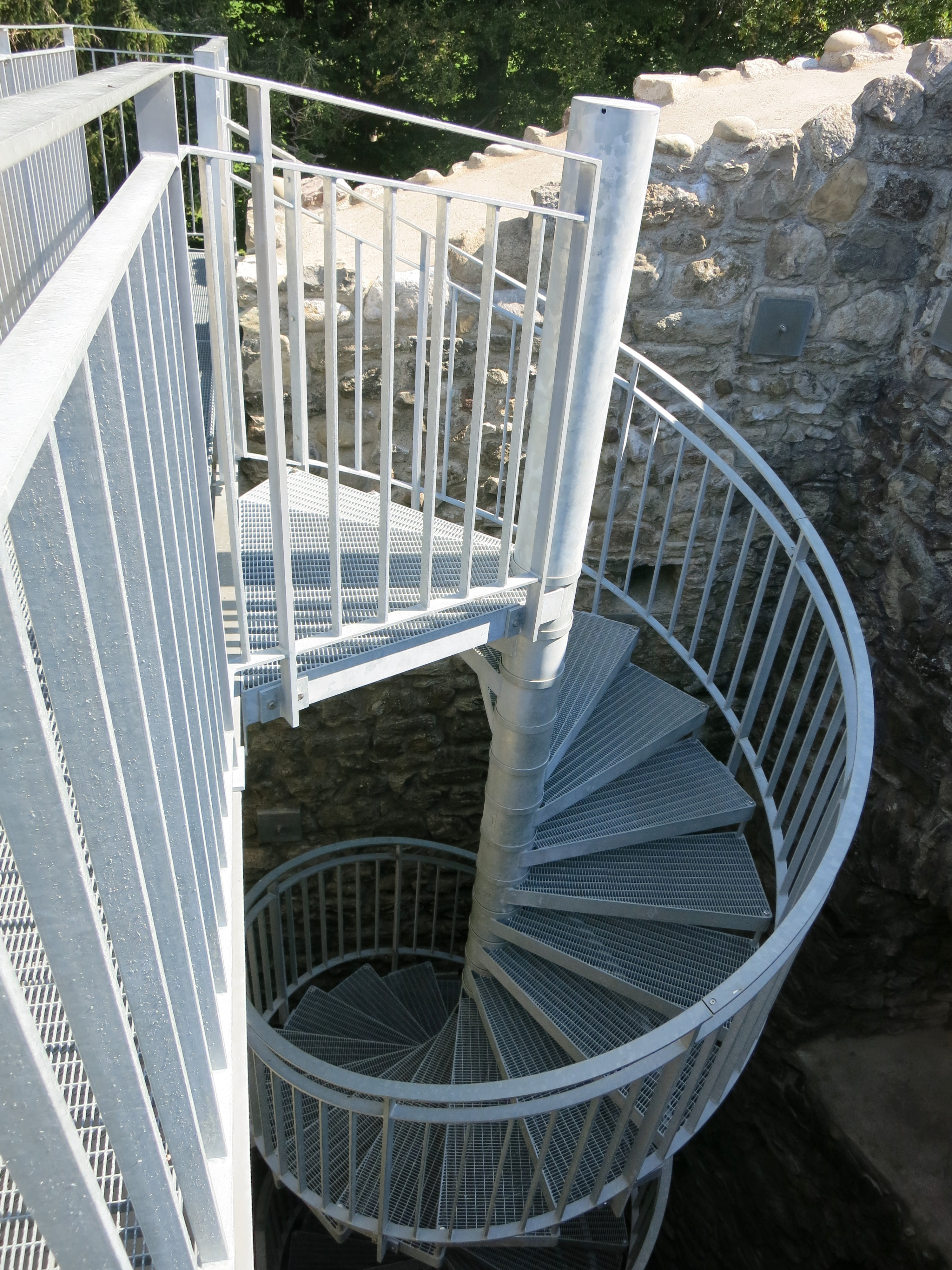
Treppe
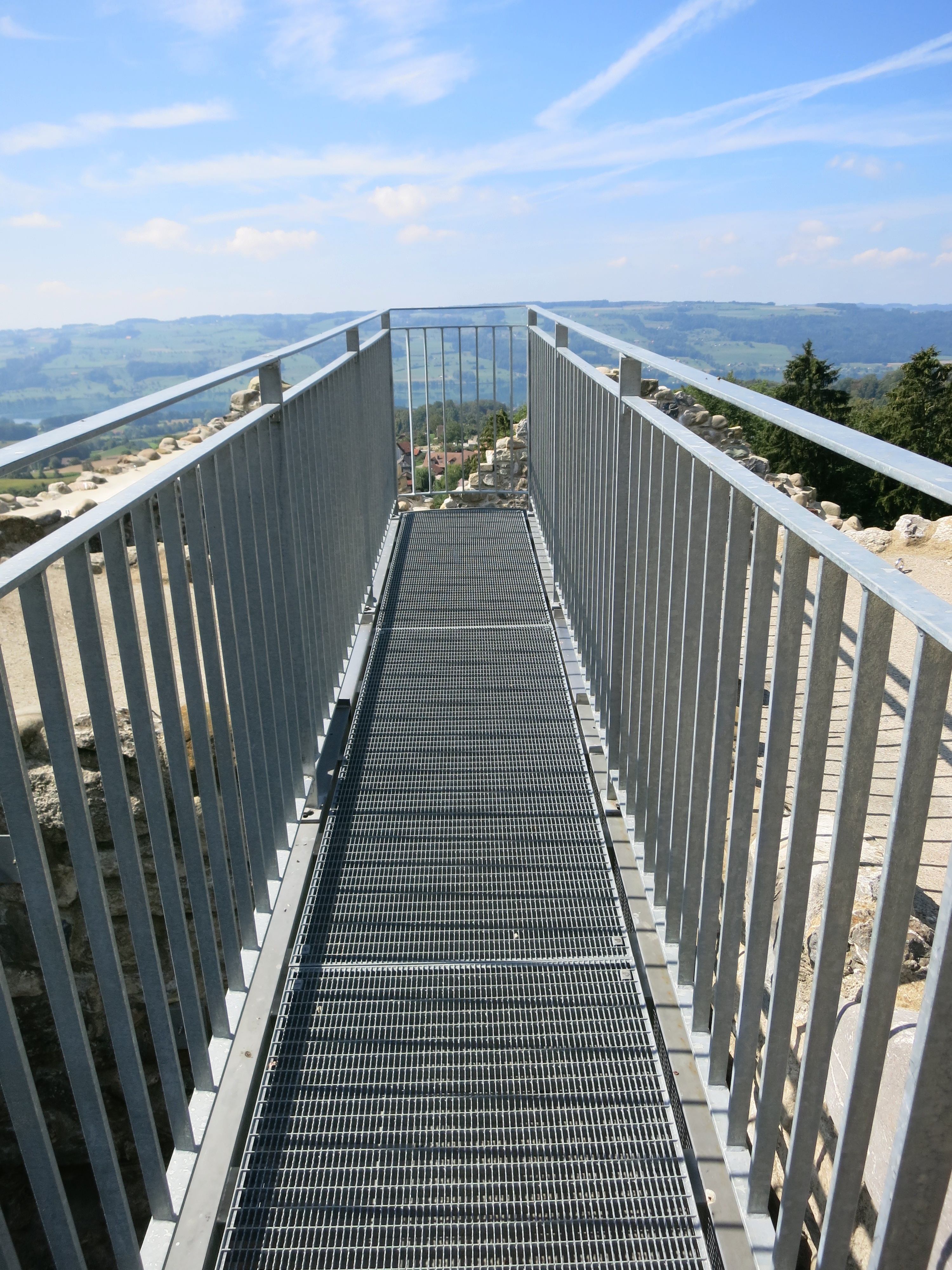
Aussichtsplattform